# Panamai kotinga
A panamai kotinga (Cotinga ridgwayi) a madarak (Aves) osztályának verébalakúak (Passeriformes) rendjéhez és a kotingafélék (Cotingidae) családjához tartozó faj.

## Rendszerezése
A fajt Robert Ridgway amerikai ornitológus írta le 1887-ben.

## Előfordulása
Közép-Amerikában, Costa Rica nyugati és Panama északi részén honos. Természetes élőhelyei a szubtrópusi vagy trópusi síkvidéki és hegyi esőerdők. Állandó, nem vonuló faj.

## Megjelenés
Átlagos testhossza 19 centiméter.

## Életmódja
Gyümölcsökkel táplálkozik.